# Костёл Вознесения Девы Марии и Святого Иосафата Кунцевича (Сопоцкин)
Костёл Вознесения Пресвятой Девы Марии и Святого Иосафата Кунцевича — римско-католический храм в г. п. Сопоцкин ( Гродненский район ). Построен в начале XX века из кирпича. Памятник эклектичной архитектуры со стилизованными элементами готики, барокко и классицизма.

## История
В 1514 году король Сигизмунд I Старый подарил местность пану Шимко Сопотько. В 1560 году он основал небольшой городок, который назвал Сопоцкин. В 1612 году Ян Волович стал основателем церкви Вознесения Божией Матери в Сопоцкин. Это была филиальная святыня и принадлежала к католическому приходу Гожа.
27 апреля 1789 создан римско-католический приход в Теолине, так называлось местечко в те времена. 22 февраля 1879 года царь Николай I закрыл костёл в Теолине, и местный католический приход перестал функционировать. В 1890-1916 годы костёл становится собственностью православного женского монастыря. В 1905 году российский император Николай II дает право легализации католических приходов на территориях царской России. 15 февраля 1905 г. Папа Пий X издал акт об учреждении прихода. Католикам не вернули костёл, но у них была возможность построить небольшой костёл возле приходского кладбища.
Только 15 августа 1916 года святыню вернули католикам. В Теолине восстановлен католический приход. В 1935-1939 годах костёл был перестроен. Во время Второй мировой войны он понес значительные потери. 22 сентября 1939 года советские солдаты повредили костёльную башню и главный алтарь с иконой Остробрамской Божьей Матери. 22 июня 1941 года наступавшими немецко-фашистскими войсками была полностью уничтожена костёльная башня. 15 июля 1944 во время военных действий храм был серьёзно повреждён, сгорела крыша. После 1944 года прихожане отремонтировали костёл. Но потом приход остался без священника.
В 1970-1984 годы сюда приезжают священники из окрестных приходов, затем настоятелем стал молодой священник Витольд Лозовицкий. 16 ноября 1989 года преосвященным епископом Тадеушем Кондрусевичем освящены три новые башни и новый колокол св. Иосафата Кунцевича. 15 декабря в костёле вспыхнул пожар, уничтоживший главный престол. Прихожане пытались восстановить храм. 9 мая 1993 г. о. епископ Александр Кашкевич освятил восстановленный главный алтарь.

## Архитектура
Монументальная 3-нефная, 2-башенная базилика с трансептом. Плоскость главного фасада разделена профилированными карнизами на 4 яруса и выделена в центральной части плоскостным портиком с треугольным фронтоном и полукруглым щитом над ним. Фасад обрамлен четырьмя ярусами звонниц с фигурными куполами и застекленными фонарями над ними. Архитектура основана на геометрическом членении фасадов лопастями, нишами, прямоугольными и арочными оконными проемами в плоскостных наличниках. Силуэт главного фасада украшены декоративными вазами.
Костёл обнесен каменной монументальной оградой с воротами по оси главного фасада.
В интерьере выделяется главный престол, во втором ярусе которого находится икона преподобного Иосафата Кунцевича, созданная в начале XX века. На образе Святой изображен в полный рост. Он одет в цветочную мантию и омофору с крестами; в правой поднятой руке святой держит крест, в левой — посох с фигурным навершием.